# Свято-Миколаївська церква (Ставок)

## Історія та архітектура

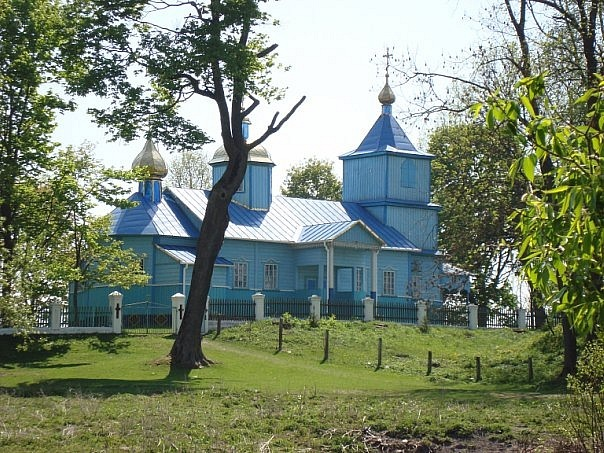
Свято-Миколаївська церква села Ставок

Свято-Миколаївська церква в с. Ставок. Пам'ятка архітектури місцевого значення (ох. № 141-Рв). Побудована у 1928 р. на місці давнього однойменного храму. За даними М. Теодоровича, вже у 1888 р. будівля церкви, зведена у 1743 р, перебувала у ветхому стані.
Існуюча сьогодні церква є одноверхою і являє собою розвинутий вздовж головної осі об'єм, що складається з дзвіниці, нави та вівтарної частини. Накрита двосхилим дахом нава є найширшим елементом плану, до якого примикають вужчі — квадратна в плані триярусна дзвіниця та вівтар гранчастого контуру з прибудованою паламарнею. По поперечній осі нави з північної та південної сторін прибудовані вхідні ґанки на стовпах квадратного перерізу, накриті двосхилими дахами. Над головним об'ємом, ближче до вівтаря, встановлено невеликий «сліпий» верх у вигляді гранчастої грушеподібної баньки. Баня на восьмерику прорізаному чотирма вікнами, встановлена по осі нави, збудована, ймовірно, наприкінці ХХ століття. Зовнішня поверхня стін будівлі обшита дошкою: горизонтально — у верхній частині та вертикально — у нижній частині. Над входом в храм влаштований дашок на металевих кронштейнах. Дзвіниця накрита восьмигранним наметовим дахом. У верхньому ярусі наявні прямокутні прорізи, закриті глухими ставнями. Система декорування церкви загалом мінімалістична: представлена лише лаконічними віконними наличниками.